# 眠れるヴィーナスとキューピッド、サテュロス

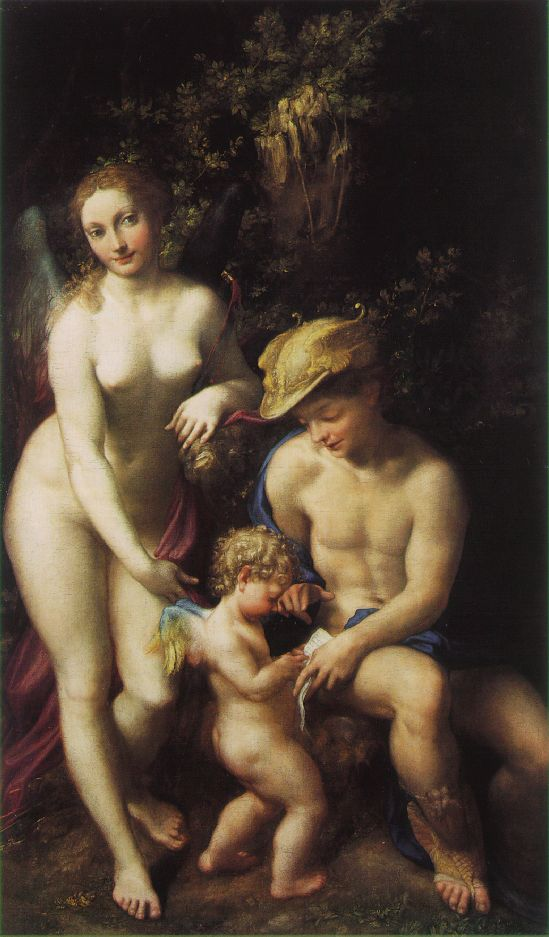
対作品『キューピッドの教育』。ロンドン、ナショナル・ギャラリー所蔵。

『眠れるヴィーナスとキューピッド、サテュロス』（伊: Venere e Amore spiati da un satiro, 英: Venus and Cupid with a Satyr）は、イタリア、ルネサンス期の画家コレッジョが1526年頃に制作した絵画である。油彩。眠っている愛と美の女神ヴィーナス（ギリシア神話のアプロディテ）とそれを覗き見るサテュロスを主題としているが、古代神話に典拠となる物語は知られていない。コレッジョの円熟期の作品であり、『キューピッドの教育』（L'Educazione di Cupido）とともにマントヴァのゴンザーガ家の人文主義サークルのメンバーだったニコラ・マフェイ（Nicola Maffei）によって発注されたと見なされている。また両作品の成功が有名なユピテル（ゼウス）の愛の神話画連作をフェデリコ2世・ゴンザーガに注文させたと考えられている。
本作品は18世紀にユピテルとアンティオペの恋を主題とする絵画と考えられていたため、現在でもアンティオペを描いた作品として紹介されることが多いが、長い間同じコレクションに所属した『キューピッドの教育』とともに、新プラトン主義的な愛の寓意を描いた対作品と考えられている。すなわち『キューピッドの教育』が精神的な愛を意味する《天上のヴィーナス》を表すのに対して、本作品は肉体的な愛を意味する《地上のヴィーナス》を表すとされる。現在はパリのルーヴル美術館に所蔵されている。

## 作品
コレッジョは森の木陰の下に身を横たえて眠るヴィーナスとクピドを描いている。画面左には身をかがめて立つサテュロスが描かれており、女神を覆う布を持ち上げて裸体を上から見つめている。ヴィーナスは手に弓を持っており、また腰のあたりには矢筒が置かれている。対してクピドは大地に敷かれたライオンの毛皮の上で眠り、またヴィーナスとクピドの間には燃える松明が置かれている。松明はヴィーナスおよびクピドのアトリビュートであり、ヴィーナスは燃える松明をもって貞節の女神ディアナに相対し、クピドは他者の愛情を燃え上がらせる。またライオンの毛皮は力の象徴であり、特にギリシア神話ではヘラクレスの持物とされている。そこでクピドは英雄と戦って勝利し、その証として毛皮を奪って来たと解釈されている。

## 絵画の源泉

### 『ポリフィロの愛の戦いの夢』

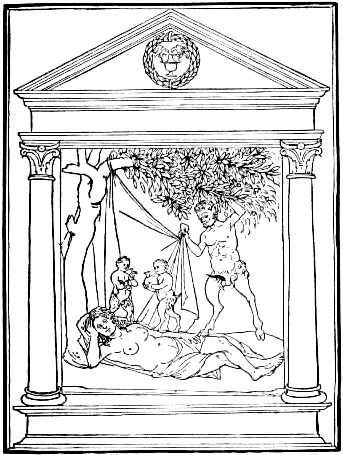
『ポリフィロの愛の戦いの夢』初版の挿絵。

本作品の源泉としては1499年出版のフランチェスコ・コロンナの小説『ポリフィロの愛の戦いの夢』の第7章との関連が指摘されている。『ポリフィロの愛の戦いの夢』は古代のものとされる遺物が多数描写されているが（エクフラシス）、第7章では泉のニンフの彫刻について詳しく描写されている。この第7章に添えられた挿絵では、木陰に身を横たえて眠るニンフと、その足元で欲情したサテュロスが木の枝に結ばれた布を持ち上げてニンフの裸体を眺める様子が描かれている。ニンフの彫刻に関するいくつかの記述はそれがヴィーナスであることを暗示しており、なおかつ古代ギリシアの彫刻家プラクシテレスのヴィーナスの彫刻と関連付けている。

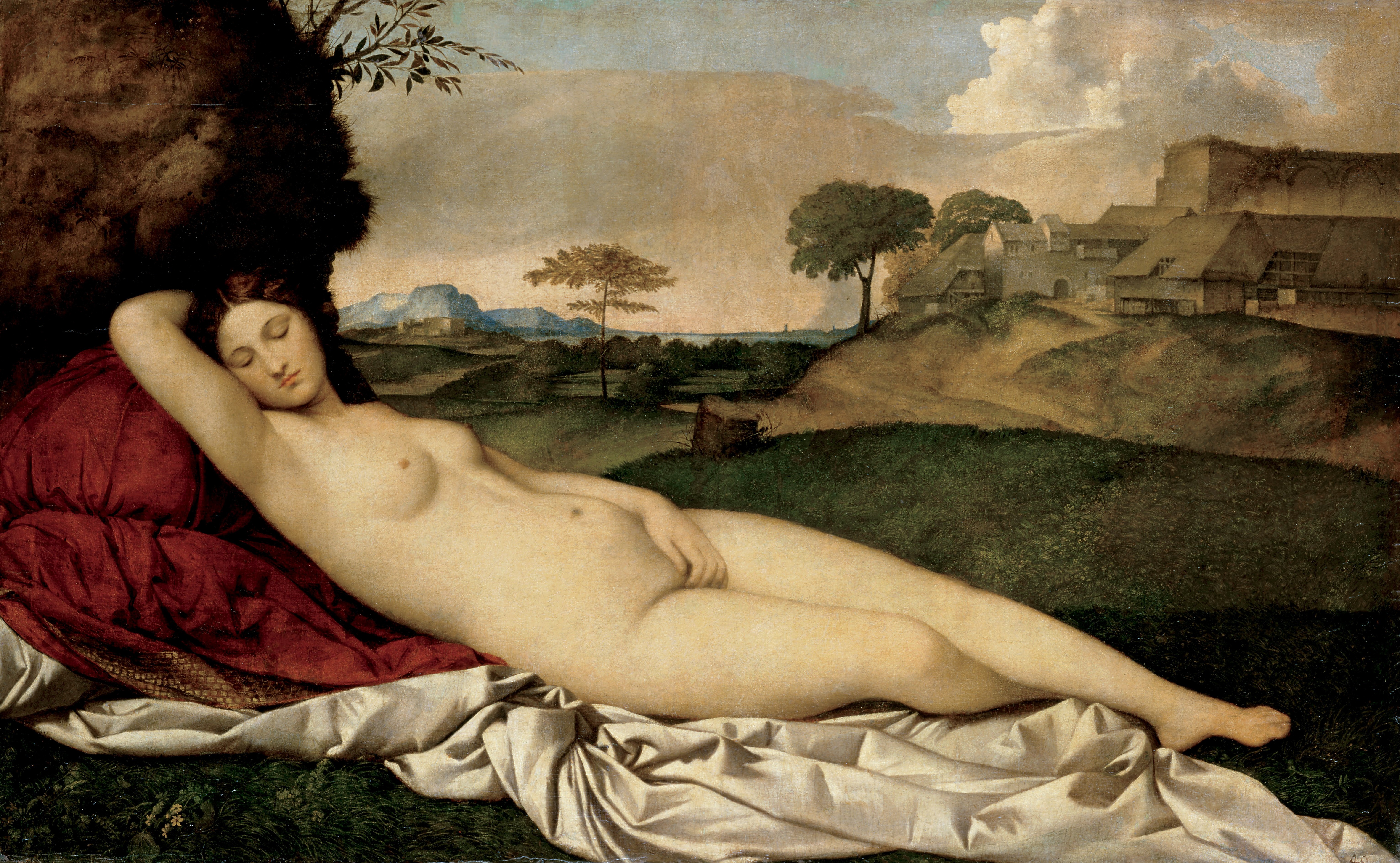
ジョルジョーネが1510年頃に描いた『眠れるヴィーナス』。アルテ・マイスター絵画館所蔵。

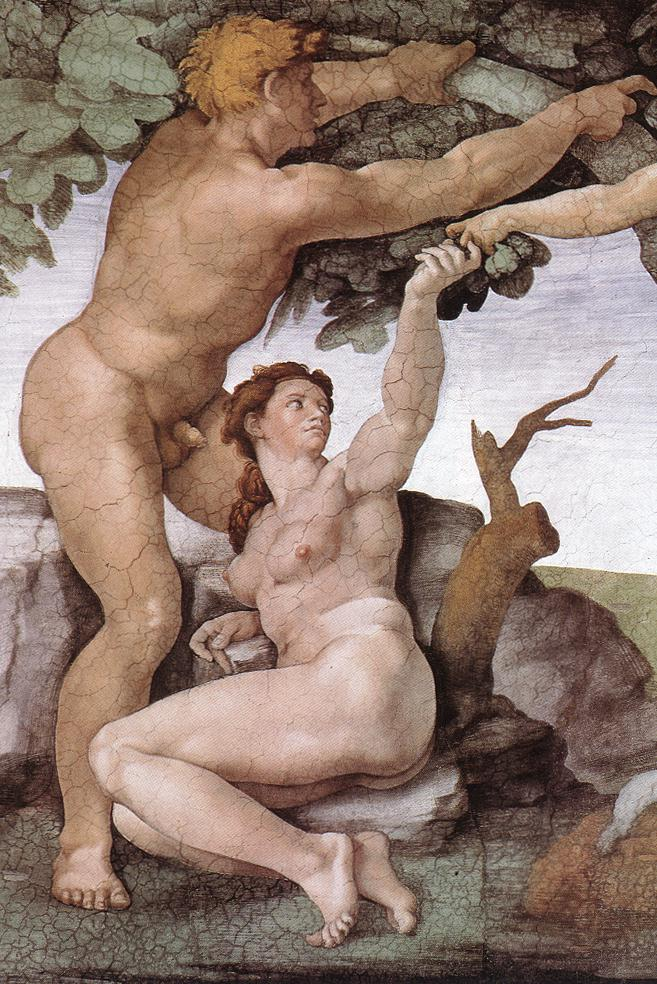
ミケランジェロが1508年から1512年にかけて制作したシスティーナ礼拝堂天井画の『原罪』の一部。

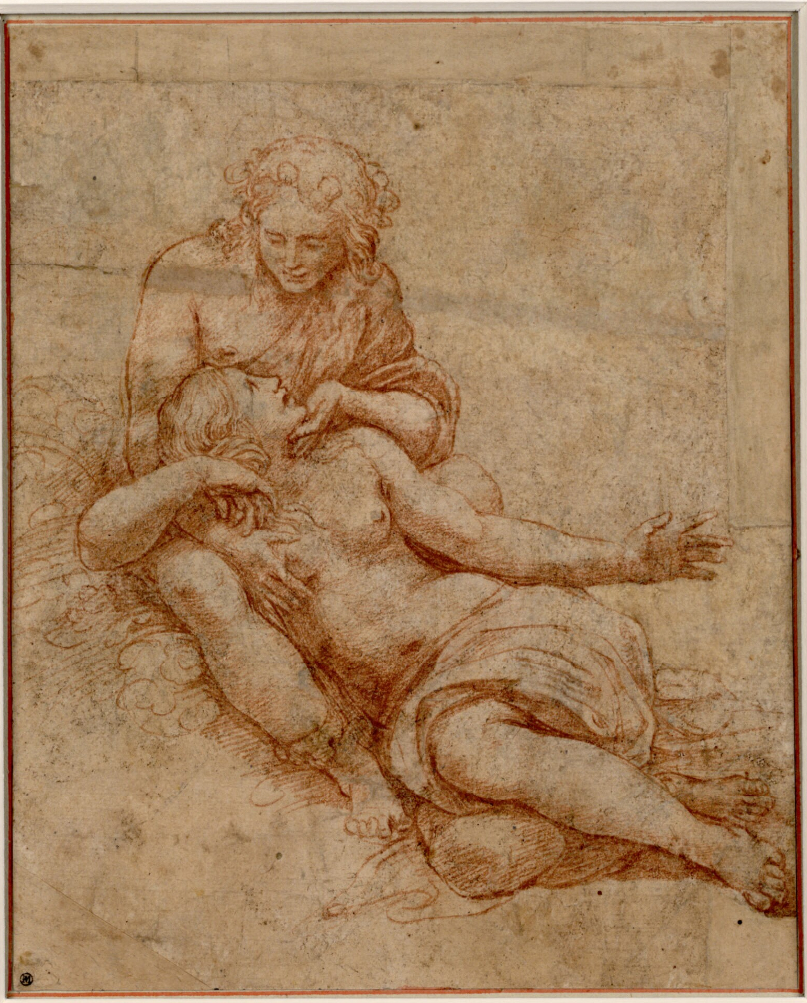
ミケランジェロの数年後、ジュリオ・ロマーノがヴァチカンのビッビエーナ枢機卿のために描いた『ヴィーナスとアドニス』。

ヴェネチアの画家ジョルジョーネはコレッジョよりも早く、この場面をもとに『眠れるヴィーナス』（Venere dormiente, 1510年頃）を描いたと考えられている。ジョルジョーネはサテュロスを描いていないが、眠るヴィーナスの姿が『ポリフィロの愛の戦いの夢』の挿絵と酷似している。またティツィアーノはジョルジョーネの影響を受けて『ウルビーノのヴィーナス』（Venere di Urbino, 1538年）を描いている。コレッジョが本作品を描いた時期は2人の中間に位置し、サテュロスを描いている点でジョルジョーネよりも直接的に『ポリフィロの愛の戦いの夢』に依拠している半面、同書の挿絵やジョルジョーネが描いたヴィーナスの図像によらず、短縮法を用いて縦長の画面を斜めに横切る形でヴィーナスを横たえさせ、さらに記述にないクピドを描いているところに本作品の特徴がある。また縦長の画面に横たわる独特の構図のため、ヴィーナスは鑑賞者に対して正面を向き、絵画に描かれたサテュロスがヴィーナスを見下ろすように、鑑賞者もヴィーナスを眺めることになる。このように絵画の中のサテュロスと鑑賞者とを重ねる構図によって同時代のヴィーナスの絵画とは異なる官能性を確立している。

### ミケランジェロの『原罪』
何人かの研究者はコレッジョのヴィーナスについて、ミケランジェロ・ブオナローティの『原罪』（Peccato originale）のエヴァの影響を指摘しているが、両者の間に特別な類似性はない。しかしミケランジェロのエヴァはジュリオ・ロマーノやペレグリーノ・デ・モデナに影響を与えており、彼らを介して影響を受けた可能性はある。特にジュリオ・ロマーノの『ヴィーナスとアドニス』（Venere e Adone, 1516年）はマルカントニオ・ライモンディのエッチングによって広く知られた。
むしろミケランジェロの直接的な影響はサテュロスのほうに認められる。本作品のサテュロスが布をつかむポーズは、エヴァの傍らに立って知恵の樹の果実に手を伸ばすアダムのポーズとよく似ている。『原罪』の図像が早い段階で北イタリアにも伝わったことは、ティツィアーノがパドヴァで描いた初期のフレスコ画『嫉妬深い夫の奇跡』（Miracolo del marito geloso, 1511年）からも明らかである。そこでは『原罪』のエヴァの図像が反転して用いられており、ミケランジェロの影響がはっきりと見られる。これと関連して、ロッソ・フィオレンティーノおよびペリーノ・デル・ヴァーガの素描に基づくヤコポ・カラッリョのエロティックな神話画の連作版画（1527年）の影響も指摘されている。カラッリョが『ユピテルとアンティオペ』で描いたサテュロスのポーズは『原罪』のアダムの影響が明らかであり、カラッリョを通じてミケランジェロの影響を受けたことが想定されている。カラッリョに関しては『ヴィーナスとクピド』との類似も無視できない。ヴィーナスのポーズやクピドとの位置関係に加え、ヴィーナスの横たわるベッドが斜めに起き上がり、女神を正面から眺める構図になっている点は本作品とよく似ている。

### プラクシテレスの古代彫刻
コレッジョが『ポリフィロの愛の戦いの夢』の記述に登場しないクピドを追加した要因としては、イザベラ・デステが所有していたプラクシテレスの古代彫刻『ライオンの毛皮の上に眠るクピド』が挙げられる。人文主義サークルに古代彫刻を提供していたニコラ・マフェイがこの彫刻を知らなかったとは考えにくく、クピドの追加は女性がヴィーナスであることを明示するアトリビュートの役割を持つだけでなく、ゴンザーガ家が所有するプラクシテレスの古代彫刻を想起させることで、イザベラ・デステに対してアピールしたと考えられる。またコレッジョ自身が古代の彫刻家プラクシテレスに並び立とうと試みたとする向きもある。

## ヴィーナスか、アンティオペーか

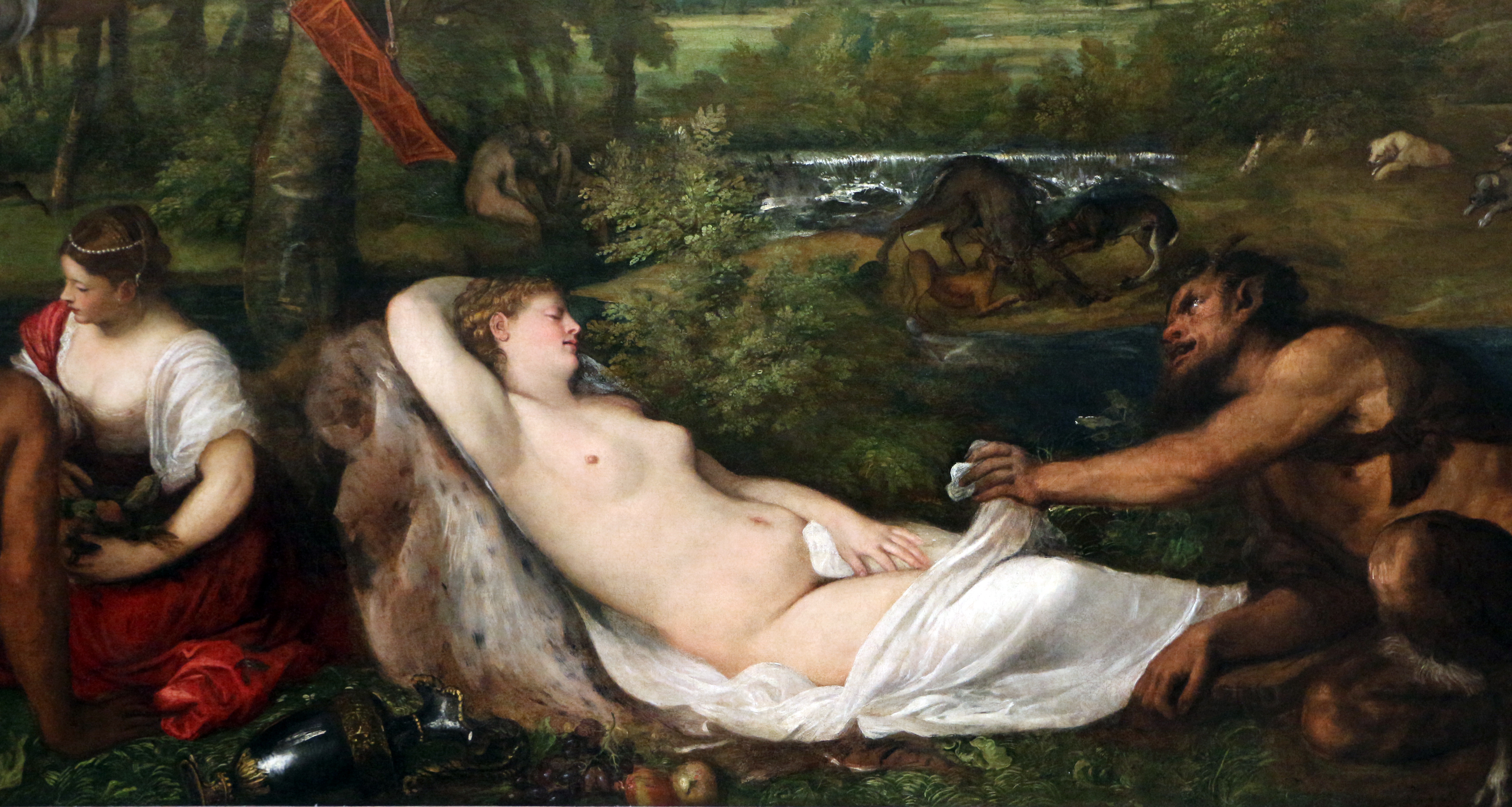
ティツィアーノが1540年頃に描いた『パルドのヴィーナス』の一部。この作品も『ユピテルとアンティオペ』として知られる。ルーヴル美術館所蔵。

本作品はかつてはギリシア神話に登場する女性アンティオペを描いた作品と考えられていた。1709年と1710年に初めてアンティオペとして記録され、19世紀においても『ユピテルとアンティオペ』として知られていた。
アンティオペはテーバイ王ニュクテウスの娘であり、サテュロスに変身したゼウスとの間に双子の英雄ゼトスとアムピオンを生んだとされる。この物語はオウィディウスの『変身物語』でも取り上げられているが、ゼウスが訪れたときにアンティオペが眠っていたとは語られていない。実際、絵画に描かれたアンティオペは必ずしも眠っているわけではない。ゼウスがサテュロスに変身していることを示すためにアトリビュートのワシが描かれている場合は眠っている女性をアンティオペと判別することは容易だが、そうでない場合はアンティオペともヴィーナスともとれる曖昧な作品が多い。
本作品の場合はゼウスを示するものが描かれておらず、また1627年のゴンザーガ家の財産目録で『眠れるヴィーナス、クピドとサテュロス』と記載されていること、イングランド国王チャールズ1世の時代に制作されたピーター・オリバーのミニアチュールの複製が『天上の愛』（Celestial Love）および『地上の愛』（Earthly Love）と呼ばれていたことから ヴィーナスを描いたものと考えられている。1997年に新たに発見されたゴンザーガ家の記録よりもさらに古い1589年のマフェイ家の財産目録においても、「コレッジョの手になる、眠れるウェヌスとクピド、覆いを取るサテュロス」と記されていることがそれを裏付けている。ただし図像的にはカラッリョの『ユピテルとアンティオペ』との類似が見られるなど、アンティオペとは極めて近い関係にある。

## 来歴

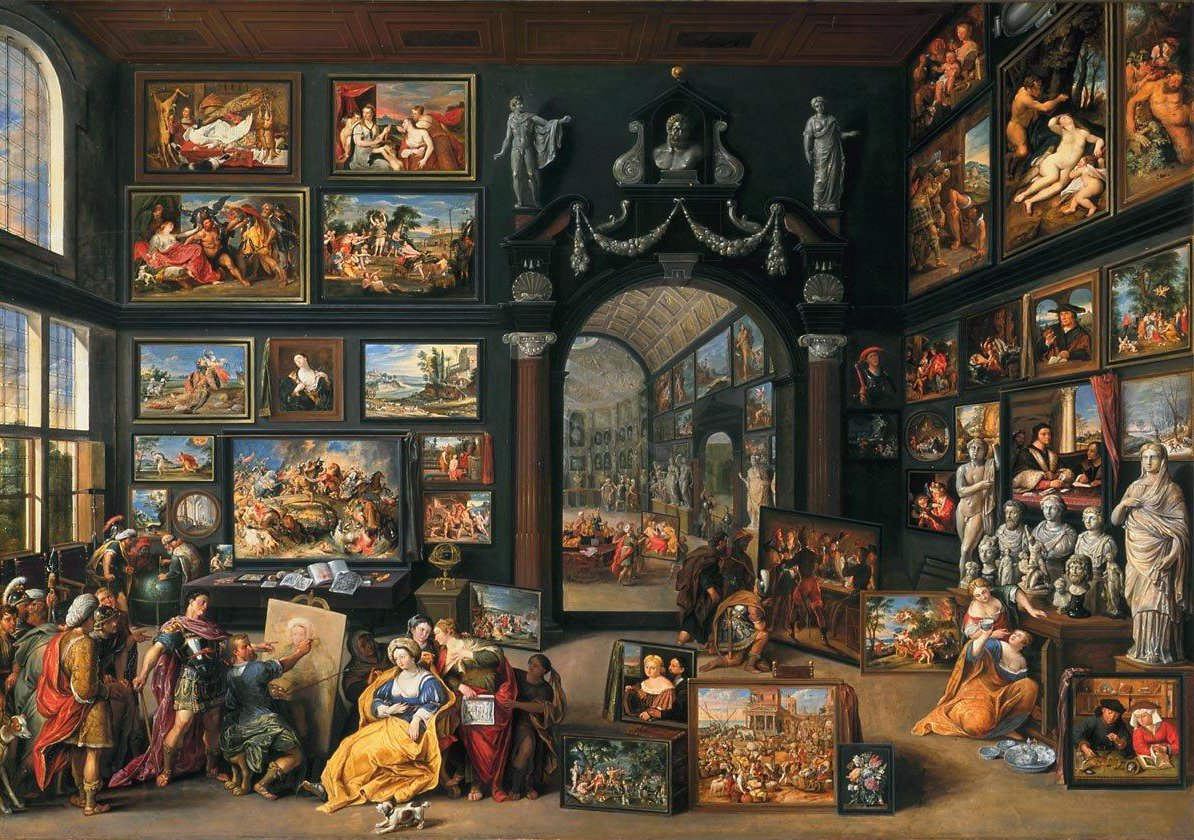
ヴィレム・ファン・ハーヒトの1630年頃の絵画『カンパスペを描くアペレス』（２作目）。近景に古代の画家アペレスとアレクサンダー大王、その愛人カンパスペが、近景および遠景に多数の著名な絵画と彫刻作品が描かれている。本作品は画面右上に描かれている。デン・ハーグ、マウリッツハイス美術館所蔵。

対作品の発注に関する当時の詳しい状況は判然としない。少なくとも16世紀後半に対作品を所有していたのはマフェイ家であり、その後ゴンザーガ家のコレクションに加わった。1627年、フェルディナンド・ゴンザーガの死に際して作成された財産目録に記載されると、その翌年にイングランド国王チャールズ1世によって『眠れるヴィーナスとキューピッド、サテュロス』は『キューピッドの教育』や『悪徳の寓意』（Allegoria del Vizio）とともに購入されている。画家ピーター・オリバーが両作品のミニアチュールの複製を制作したのはこの頃である。

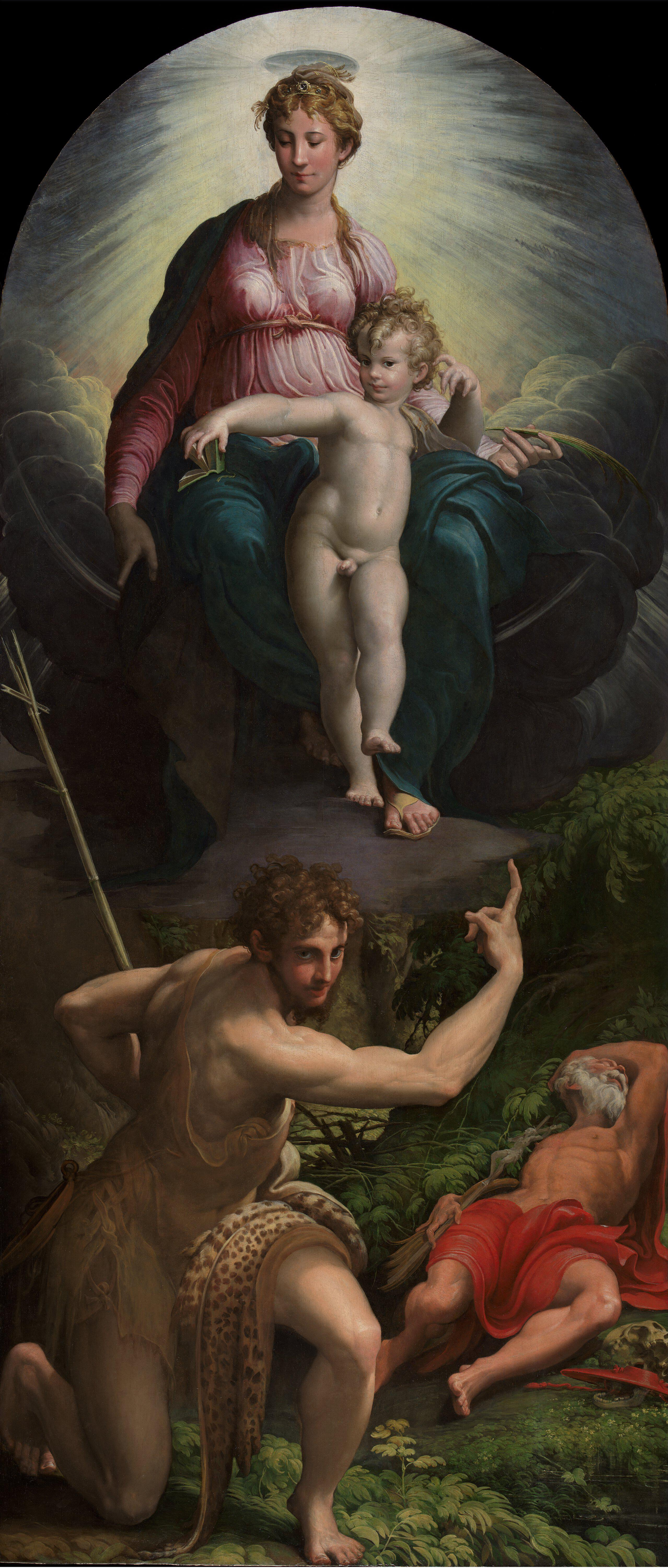
パルミジャニーノが1526年から1527年頃に描いた『聖ヒエロニムスの幻視』。ロンドン、ナショナル・ギャラリー所蔵。

しかし清教徒革命でチャールズ1世が処刑されると王のコレクションは競売にかけれ、『キューピッドの教育』はイギリス王室のガラス職人トーマス・バグリーに売却されたのち、1653年にスペイン大使アロンソ・デ・カルデナスが購入し、スペインに渡った。対して『眠れるヴィーナスとキューピッド、サテュロス』は『悪徳の寓意』とともにドイツの銀行家エバーハルト・ジャバッハにそれぞれ1,000ポンドで売却された。さらにジャバッハは2つの絵画をフランスのジュール・マザラン枢機卿に売却した。このとき『眠れるヴィーナスとキューピッド、サテュロス』には25,000フランの値段がついている。枢機卿は他にもアントニオ・バルベリーニ枢機卿からコレッジョの傑作『聖カタリナの神秘の結婚と聖セバスティアヌス』（Matrimonio mistico di santa Caterina d'Alessandria alla presenza di san Sebastiano）を贈呈されており、1661年に枢機卿が死去するとルイ14世はこれら3作品を遺産相続人から購入した。その後、ルイ14世はコレッジョの『美徳の寓意』（Allegoria della Virtù）を購入し、これらは後にルーヴル美術館が所蔵する4つのコレッジョ作品となった。

## 影響
本作品の2年後、同じパルマ派の画家パルミジャニーノは『聖ヒエロニムスの幻視』（Visione di san Girolamo）でコレッジョがヴィーナスを描いた際に用いた極端な短縮法を吸収し、横たわる聖ヒエロニムスを描いている。また後世に与えた影響としてピーテル・パウル・ルーベンス、カルロ・マラッタ、フランソワ・ブーシェといった画家が挙げられる。
ピーテル・パウル・ルーベンス

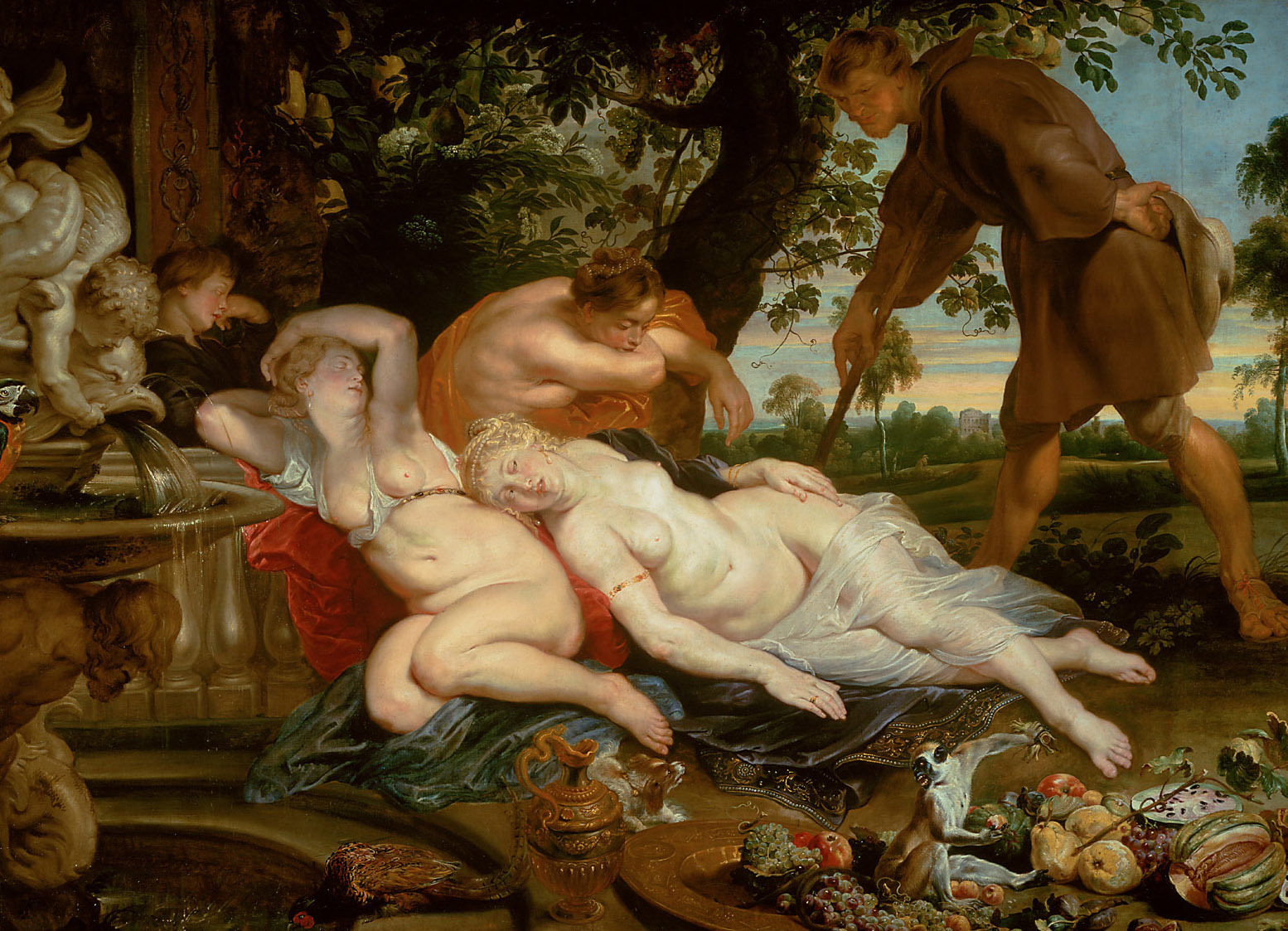
ピーテル・パウル・ルーベンス『シモンとイフィゲニア』（1617年頃）美術史美術館所蔵。

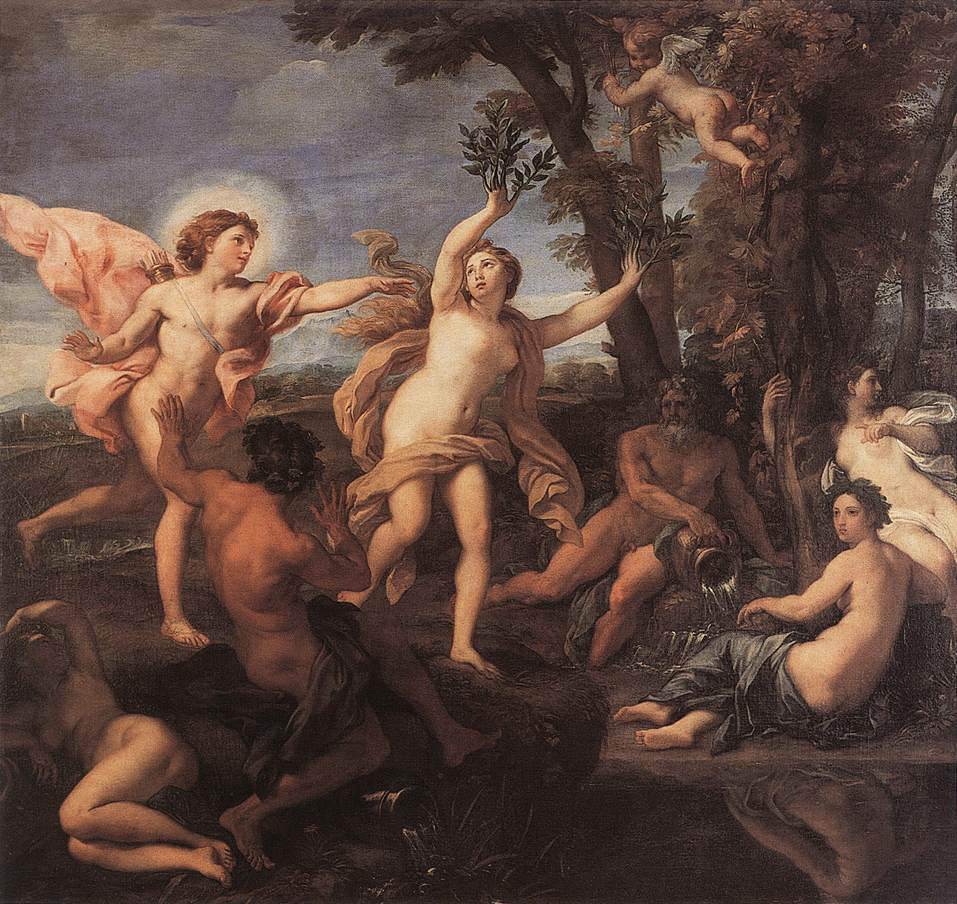
カルロ・マラッタ『アポロンとダプネ』（1681年）ベルギー王立美術館所蔵。

- 『シモンとイフィゲニア』（Cimon and Efigenia, 1617年頃）。『デカメロン』で語られている物語を主題とする。ルーベンスはイタリア時代にマントヴァ公ヴィンチェンツォ1世・ゴンザーガに仕えたが、彼はこの時代にコレッジョの『キューピッドの教育』を模写しており、本作品を目にしたことは確実である。実際に『シモンとイフィゲニア』に描かれた眠る女性と羊飼いはコレッジョのヴィーナスとサテュロスに対応している。ただし太股の位置はコレッジョとミケランジェロの中間であり、ルーベンスがシスティーナ礼拝堂のミケランジェロの仕事を見ている事実と一致する[6]。

カルロ・マラッタ
- 『アポロンとダプネ』（Apollo et Daphne, 1681年）。ルイ14世のために描かれた絵画である。主にローマで活動したマラッタはコレッジョに深い関心を持っており、本作品の複製を所有していたことも知られている。『アポロンとダプネ』では画面左下にコレッジョのヴィーナスによく似たポーズで横たわるニンフを描いているが、そのポーズは彼女の背後で起きている狂騒を振り返って見ようとしており、コレッジョよりもミケランジェロのエヴァに近い[6]。なお、大英博物館にはダプネの習作素描が収蔵されている[9]。

フランソワ・ブーシェ
- 『ユピテルとアンティオペ』（Jupiter et Antiope）。現存しない作品だがフィリップ＝ルイ・パリゾー（フランス語版）のエッチングによって知られている。ブーシェは森を背景に、サテュロスに変身したユピテルが眠るアンティオペを盗み見ている様子を描いている。ブーシェは当時『ユピテルとアンティオペ』の名で知られていた本作品をマラッタの絵画とともに見る機会があった。コレッジョの官能的な雰囲気に魅了されたブーシェは彼らしいやり方で優雅に短縮法を用いてアンティオペを描いている[6]。

また17世紀におけるユニークな影響としてフランドルの画家ヴィレム・ファン・ハーヒトが挙げられる。ハーヒトは現存するいくつかのクンストカンマー作品、『カンパスペを描くアペレス』（Apelles schildert Campaspe, 1630年頃）の1作目と2作目、また『パラケルススのいるコルネリス・ファン・デル・ヘーストの画廊』（Collection of Cornelis de Geest wirh Paracelsus）と題した作品のいずれにおいても画面右上に『眠れるヴィーナスとキューピッド、サテュロス』を描き込んでいる。これらの作品には本作品をはじめ当時のアントワープにはなかった絵画も描かれており、芸術作品における博物趣味のある種の理想が表現されている。

## ギャラリー

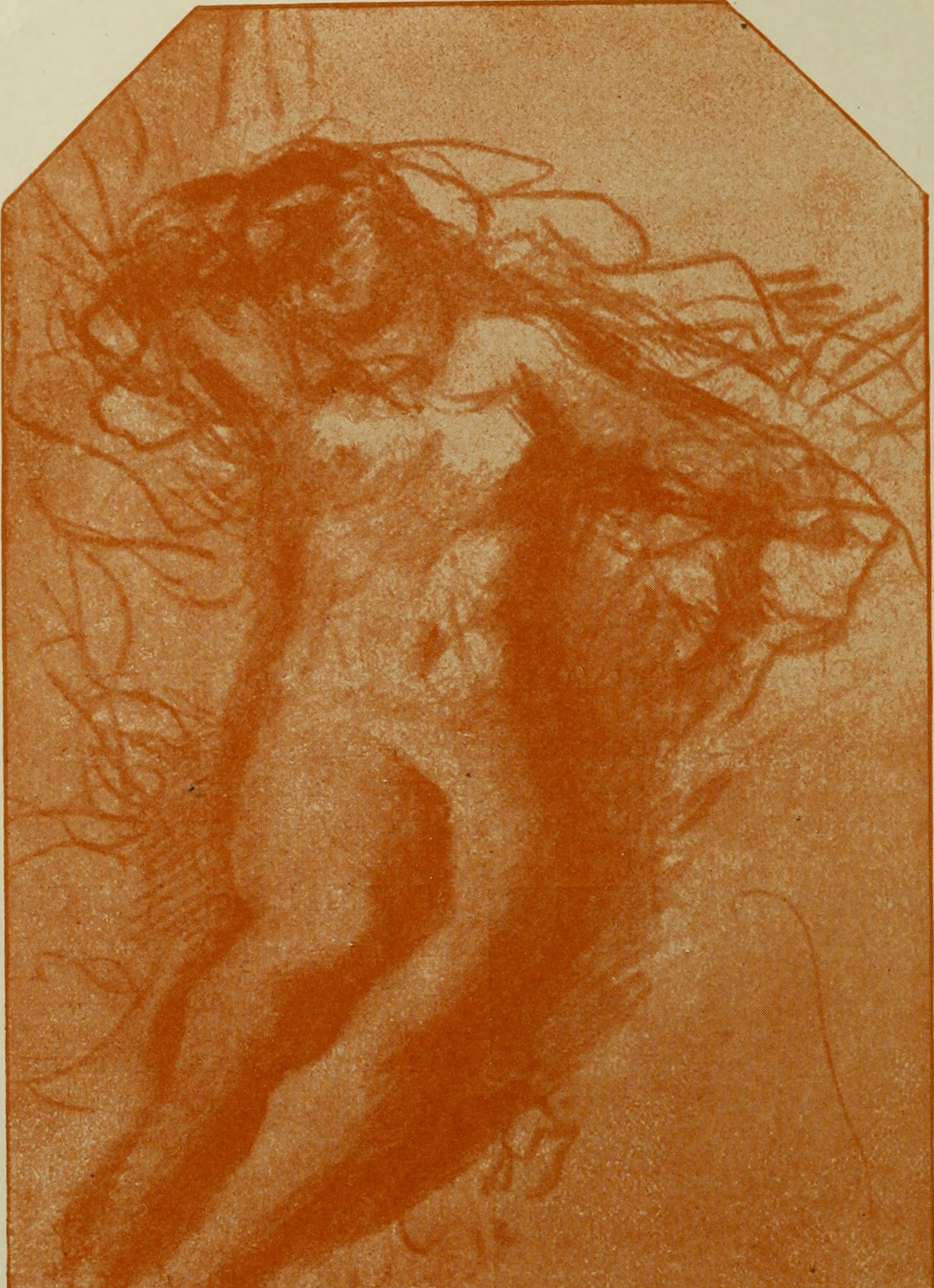
習作素描。コレッジョは素描に赤チョーク用いた。ロンドン、ウィンザー城王立図書館所蔵
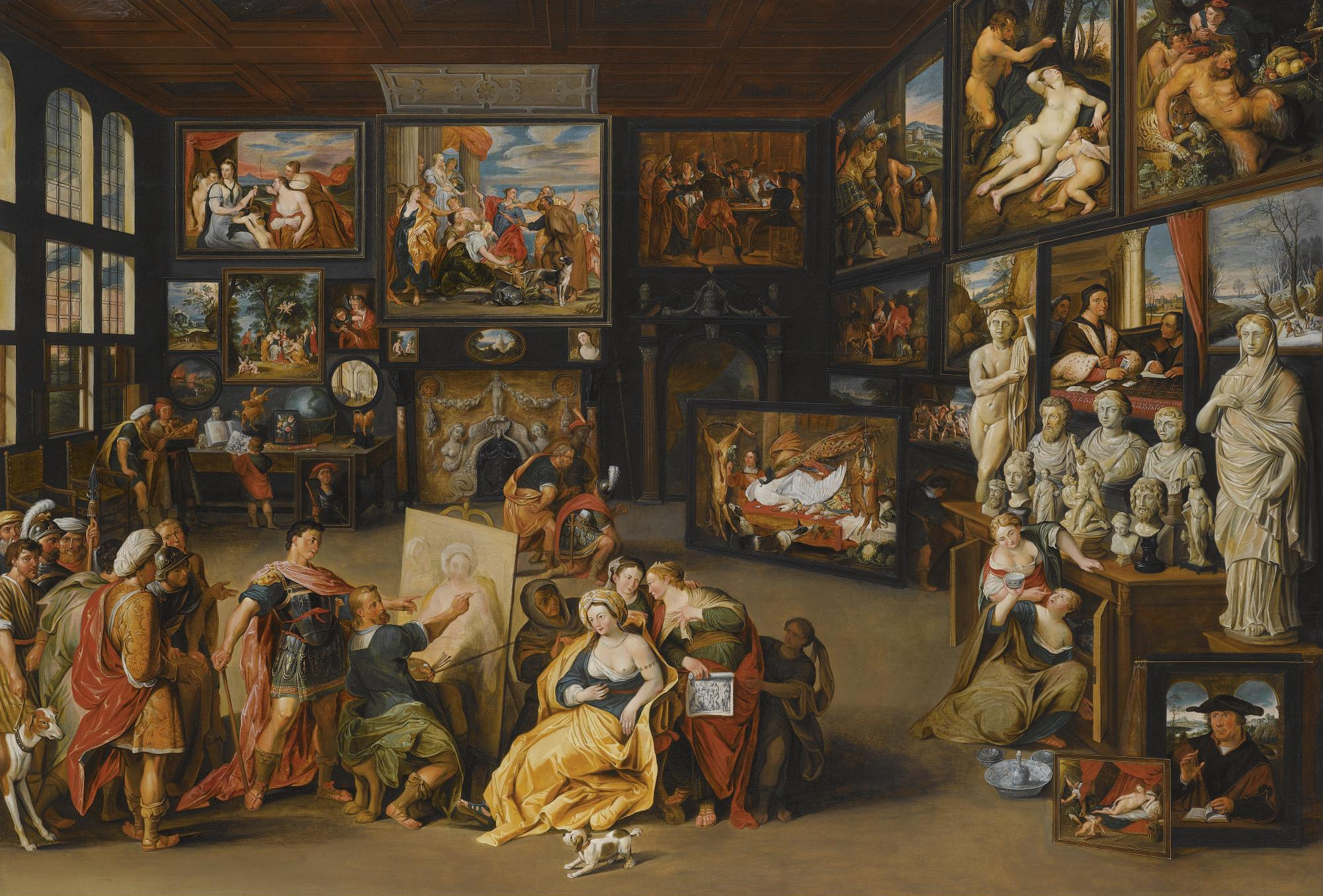
ヴィレム・ファン・ハーヒト『カンパスペを描くアペレス』（1作目） 個人蔵
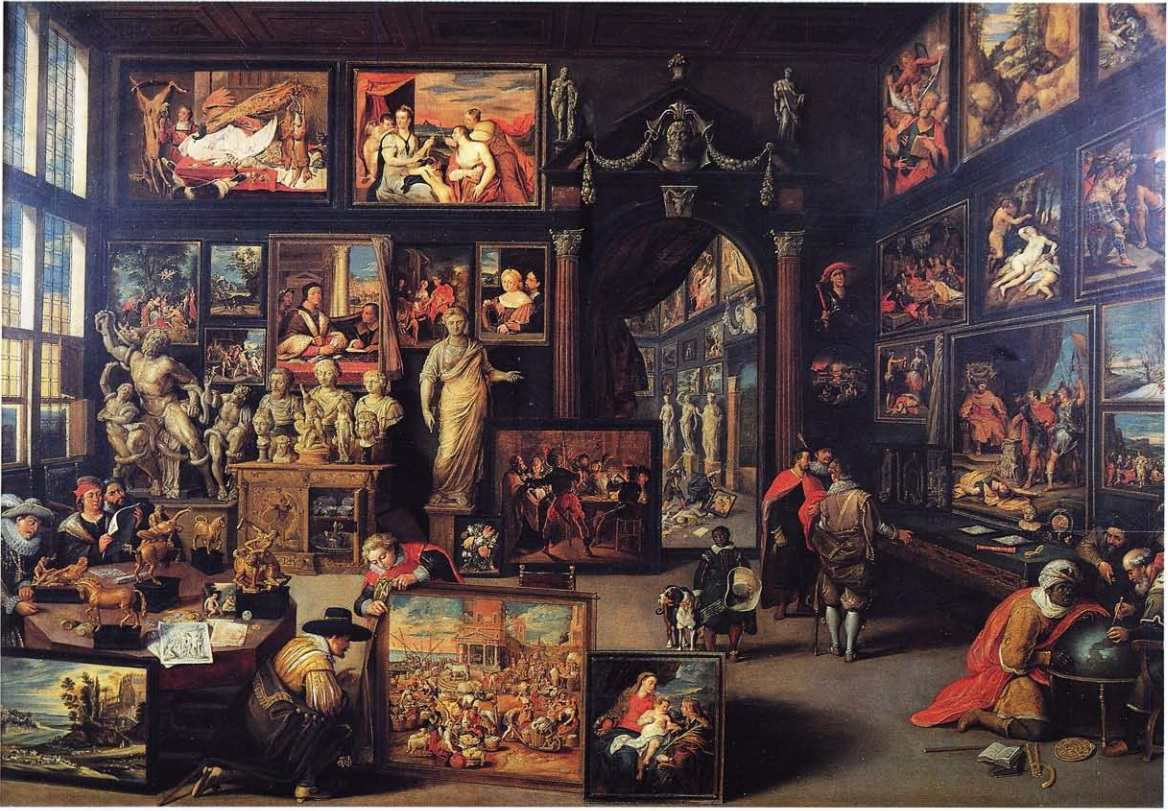
ヴィレム・ファン・ハーヒト『コルネリス・ファン・デル・ヘーストの画廊とパラケルスス』（1630年頃） ビュート・コレクション所蔵